# Natingsläktet
Natingsläktet (Ruppia) är det enda släktet inom växtfamiljen natingväxter. Arterna inom släktet är fleråriga och lever i salt- och brackvatten eller i sötvatten med en förhöjd halt av kalcium- eller sulfidjoner. I Sverige och Finland finns två arter, hårnating (R. maritima) och skruvnating (R. cirrhosa). I Norge finns dessutom smånating (R. brachypus).

## Arter
Ingående arter enligt Catalogue of Life:
- Ruppia cirrhosa - skruvnating
- Ruppia didyma
- Ruppia drepanensis
- Ruppia filifolia
- Ruppia maritima - hårnating
- Ruppia megacarpa
- Ruppia polycarpa
- Ruppia tuberosa

## Bildgalleri

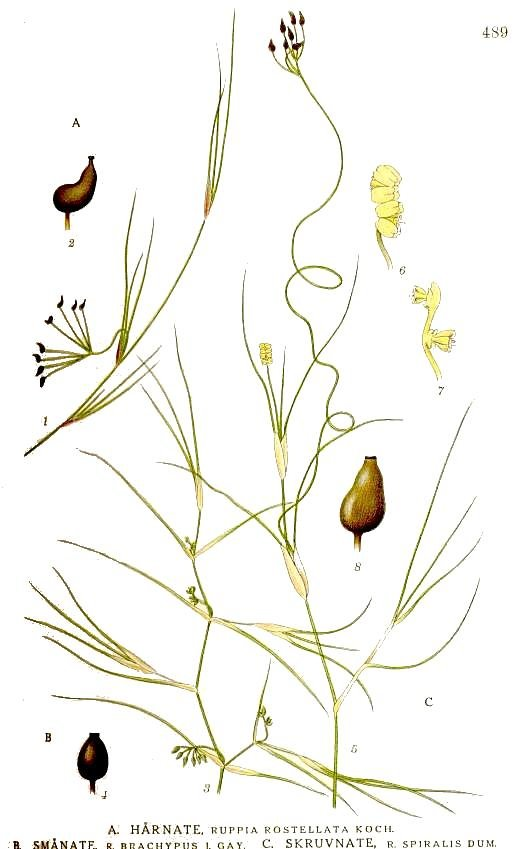
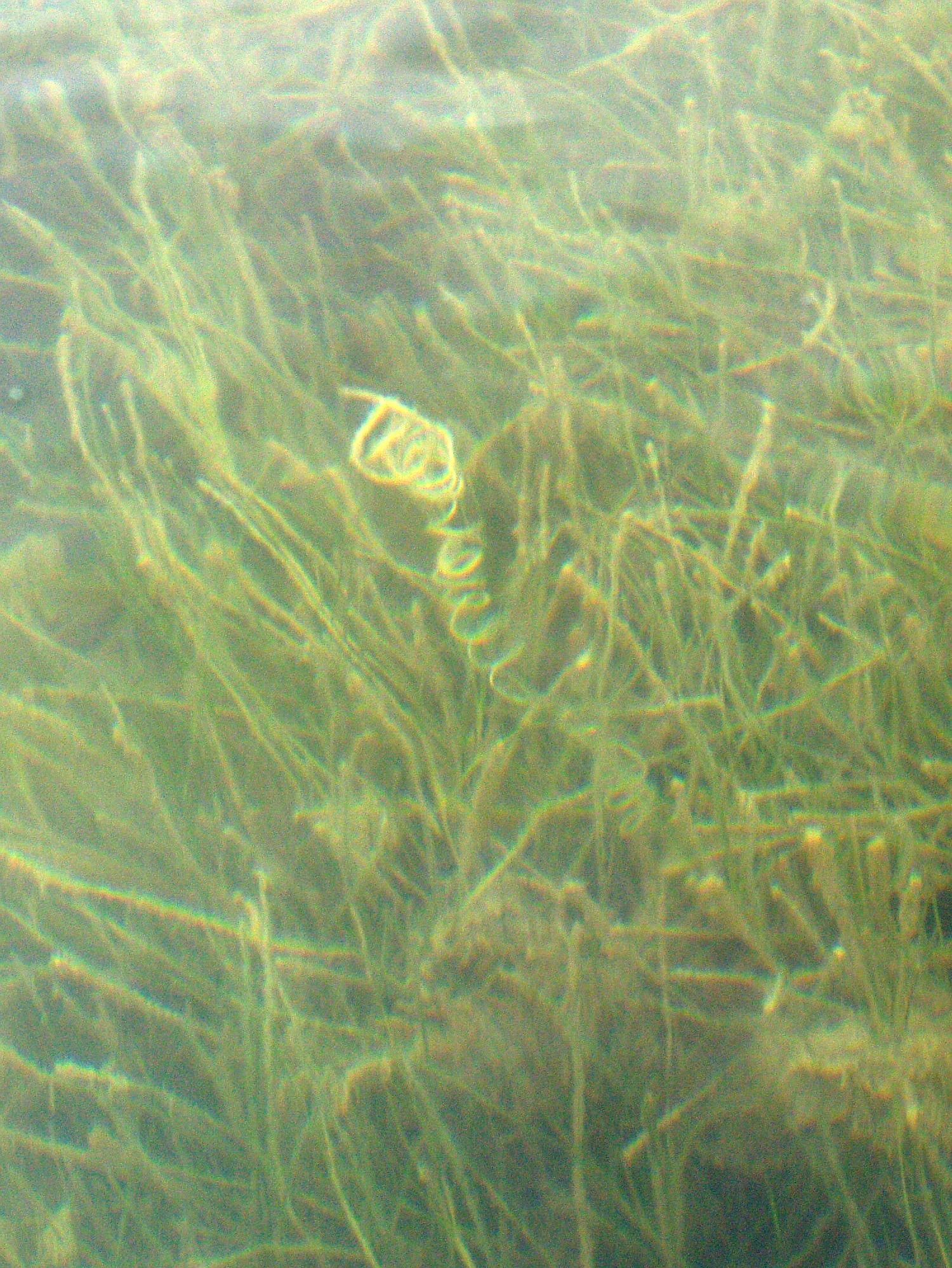
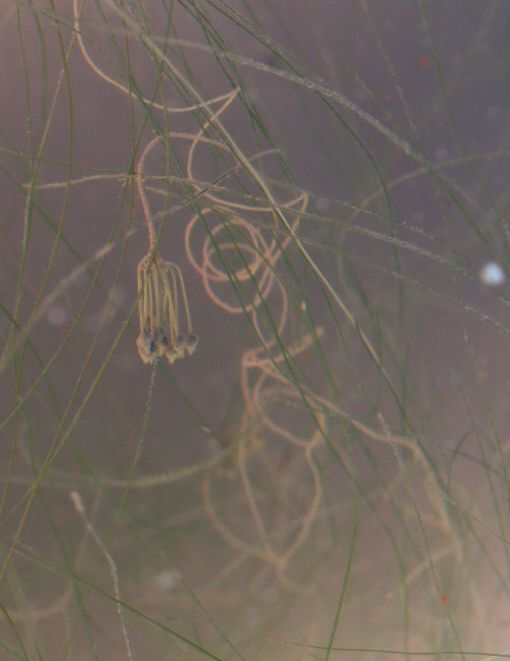
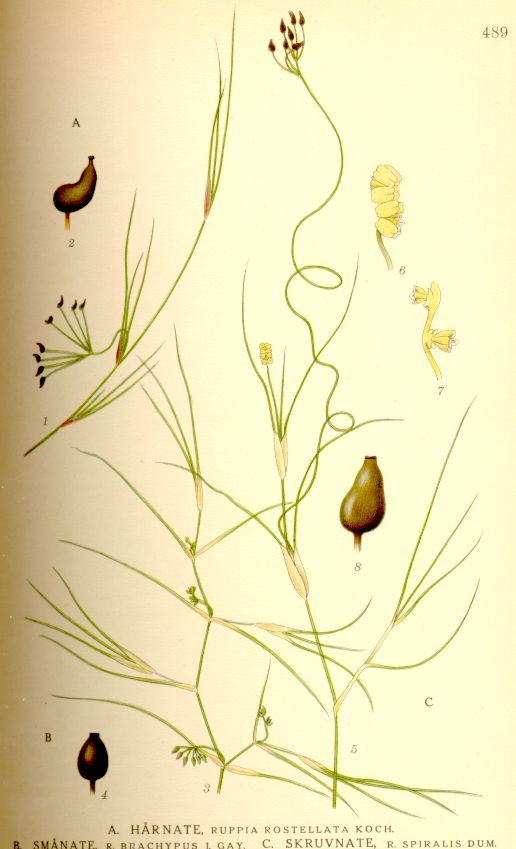
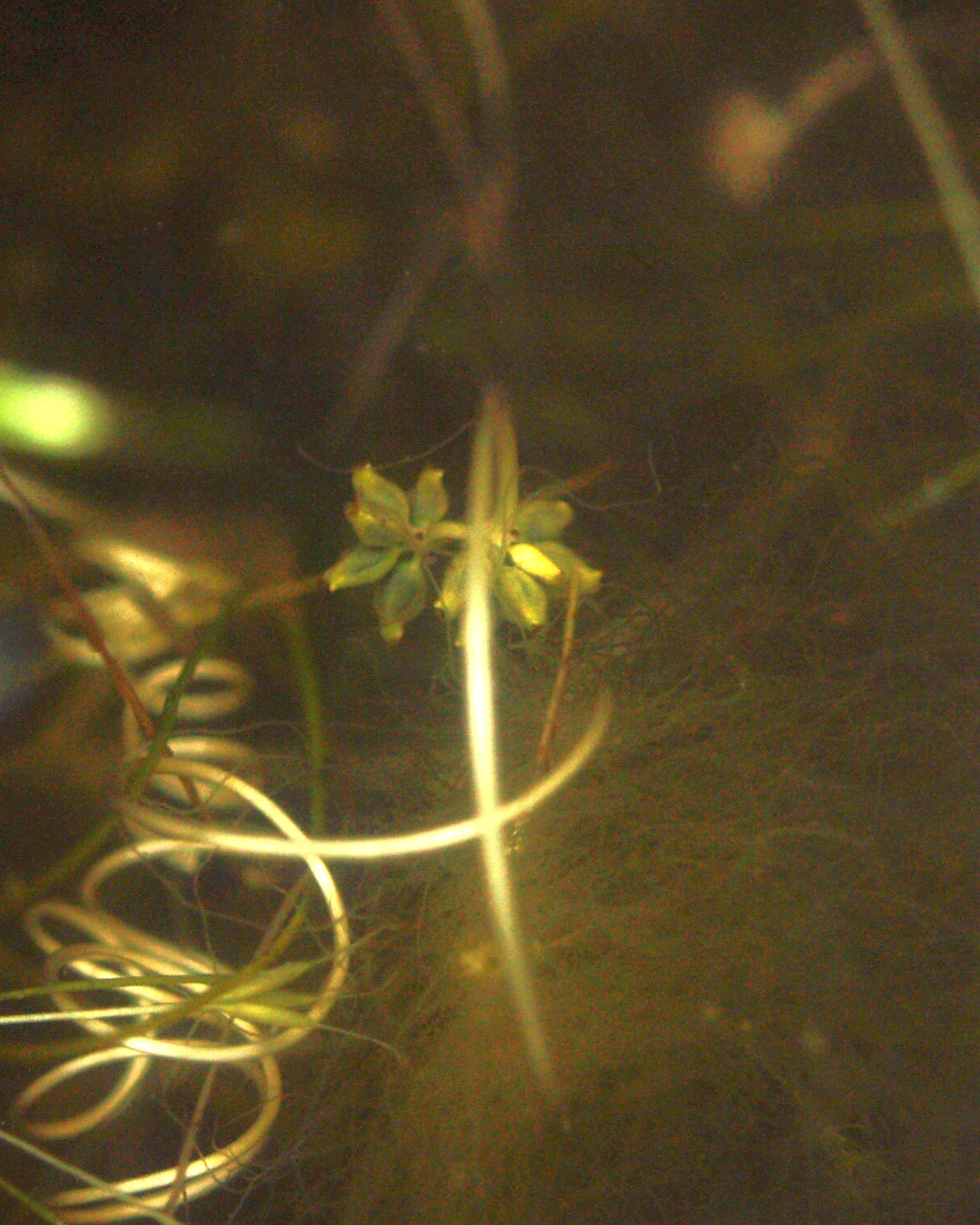
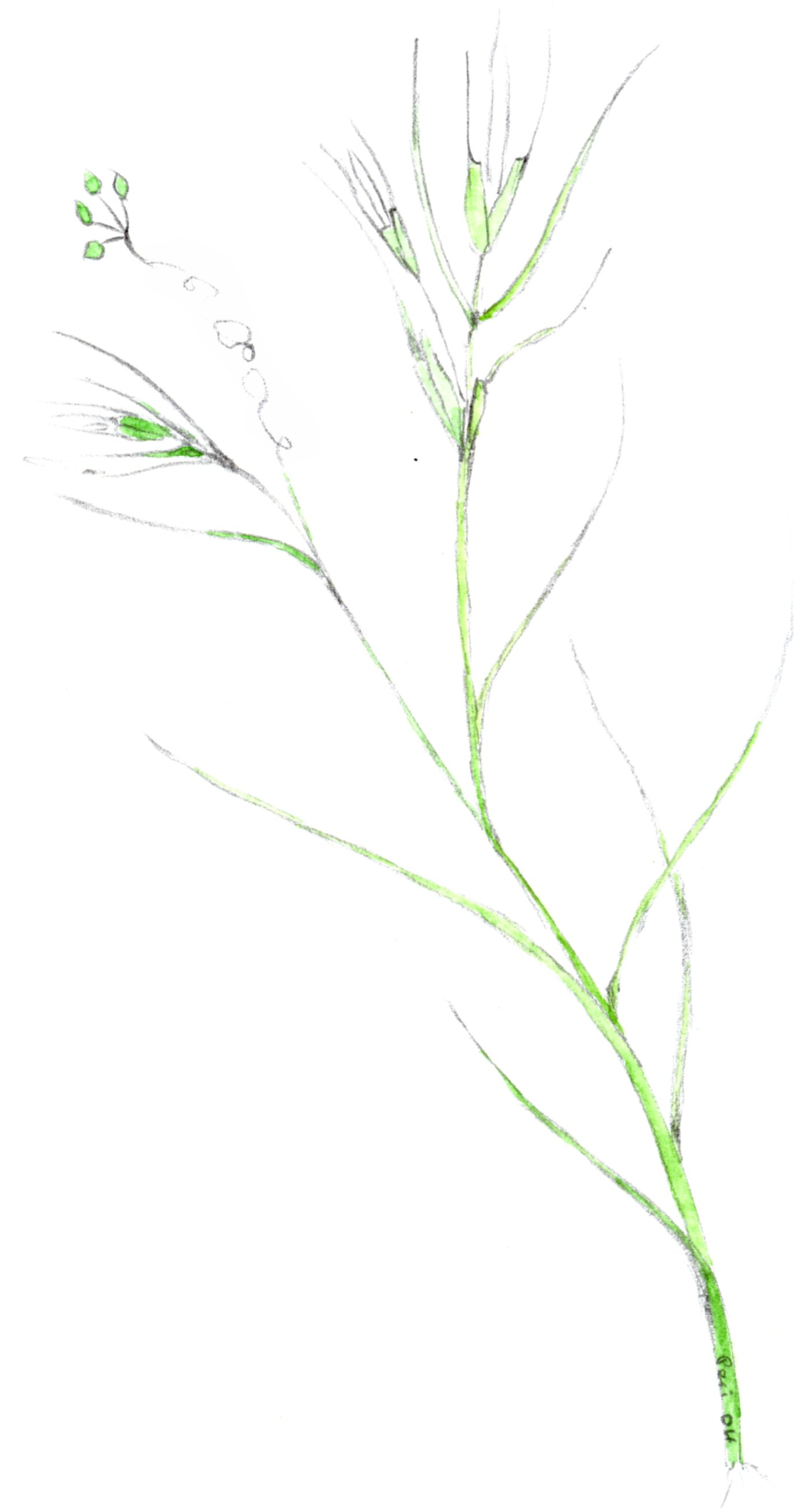